# Pequenos Burgueses
Pequenos Burgueses é um romance do escritor português Carlos de Oliveira, lançado em 1948. A obra explora temas sociais e políticos, criticando a hipocrisia e as contradições da pequena burguesia em seus respectivos contextos históricos.
O romance Pequenos Burgueses foi publicado pela primeira vez em 1948. A obra se insere no movimento neorrealista português, caracterizado pela crítica social e pela abordagem da desigualdade e da exploração.

### Enredo
A história acompanha a vida de uma família da pequena burguesia portuguesa, destacando sua obsessão com status e aparências. No entanto, por trás da fachada de respeitabilidade, os personagens vivem de enganos, traições e frustrações.

### Temas
- Sátira social – A exposição do comportamento mesquinho e falso da burguesia.
- Crítica ao status quo – A denúncia das estruturas sociais rígidas e injustas.
- Desilusão e hipocrisia – A diferença entre a aparência e a realidade das relações humanas.

## Recepção e Legado
A obra foi amplamente estudada e adaptada ao longo dos anos. O romance de Carlos de Oliveira consolidou sua posição como uma das principais obras do neorrealismo português.

## Ligações Externas
- Carlos de Oliveira e o Neorrealismo